# Ângela Lavalle
Ângela Cristina Rebouças Lavalle „Vieira“ (* 24. April 1981 in Brasília) ist eine brasilianische Beachvolleyballspielerin.

## Karriere
Ângela Lavalle spielt seit 2003 mit verschiedenen Partnerinnen auf nationalen und südamerikanischen Turnieren sowie auf der FIVB World Tour. Zu Beginn ihrer Karriere spielte sie an der Seite der Olympia-Silbermedaillengewinnerin Mônica Rodrigues, mit der sie bei der Weltmeisterschaft in Rio de Janeiro vor eigenem Publikum allerdings nach der Vorrunde ausschied und Platz 33 belegte. 2004 erreichte sie an gleicher Stelle beim FIVB-Open-Turnier mit Mônica Paludo den vierten Platz. 2007 und 2009 hatte Lavalle mit Vivian Cunha einige Top-Ten-Ergebnisse auf der Worldtour, darunter Platz vier beim Open-Turnier in Stare Jabłonki und Platz drei beim Open-Turnier in Den Haag.
2010 bildete Lavalle ein Duo mit Vanilda Leão, mit der sie 2011 in Rio die Militärweltmeisterschaft gewann. 2011/2012 war Liliane Maestrini ihre Partnerin. Im ersten Jahr kamen Lavalle/Maestrini dreimal als Neunte in die Top Ten und gewannen das Olympia-Vorbereitungsturnier in London. 2012 wurden sie Neunte in Sanya und Klagenfurt sowie Fünfte in Berlin.
Nachdem Lavalle von 2013 bis Anfang 2018 mit verschiedenen Partnerinnen fast ausschließlich auf Turnieren in Südamerika gespielt hatte, startete sie mit Carol Horta 2018 und 2019 wieder auf der FIVB World Tour. Bei den Panamerikanischen Spielen in Lima erreichten sie Platz drei. In den Jahren 2020 bis 2022 spielte die aus der brasilianischen Hauptstadt stammende Athletin nur drei Turniere mit drei verschiedenen Partnerinnen. Beim einzigen World Tour Event, dass sie in dieser Zeit bestritt, das Zwei-Sterne-Turnier in Rubavu in Ruanda, wurde sie 2021 Neunzehnte mit Rupia Freitas, im Januar des folgenden Jahres gewann sie das nationale Turnier in Montevideo mit Claudinere Bento Sabino. Die beiden Brasilianerinnen traten unter den Teamnamen Angela und Neide an, so werden sie auch in der Weltrangliste geführt.